# Abborrasjön (Åkers socken, Småland)
Abborrasjön är en sjö i Vaggeryds kommun i Småland och ingår i Lagans huvudavrinningsområde. Sjön är 8,3 meter djup, har en yta på 0,023 kvadratkilometer och är belägen 262,3 meter över havet.